# 耶和亚·阿布力克木
耶和亚·阿布力克木（1988年10月10日—），维吾尔族，出生于新疆喀什市，是一名中国足球运动员，司职中场，现效力于中国足球甲级联赛球队新疆天山雪豹。

## 俱乐部生涯
耶和亚出自新疆宋庆龄足球学校，曾代表新疆体彩参加中国足球乙级联赛。2010年被租借到辽宁东北虎参加2010年中国足球乙级联赛。2011年3月18日，他在试训成都谢菲联失败后和迪力木拉提、阿布都外力一起转会加盟中国足球超级联赛球队深圳红钻。 同年4月15日，他在深圳红钻客场0比2不敌上海申花的比赛第72分钟替补李洋出场，上演中超联赛首秀。 他逐渐占据球队的主力位置，并在9月28日主场对阵辽宁宏运的比赛末段攻进个人的首个中超联赛进球，帮助球队1比1战平对手。 2011赛季，耶和亚联赛出场22次，不过深圳红钻在赛季结束后以联赛最后一名的成绩降级到中甲联赛。
2014年2月，耶和亚加盟中国足球甲级联赛球队新疆天山雪豹。